# Pachygnatha degeeri
Pachygnatha degeeri là một loài nhện trong họ Tetragnathidae.
Loài này thuộc chi Pachygnatha. Pachygnatha degeeri được miêu tả năm 1830 bởi Sundevall.

## Hình ảnh

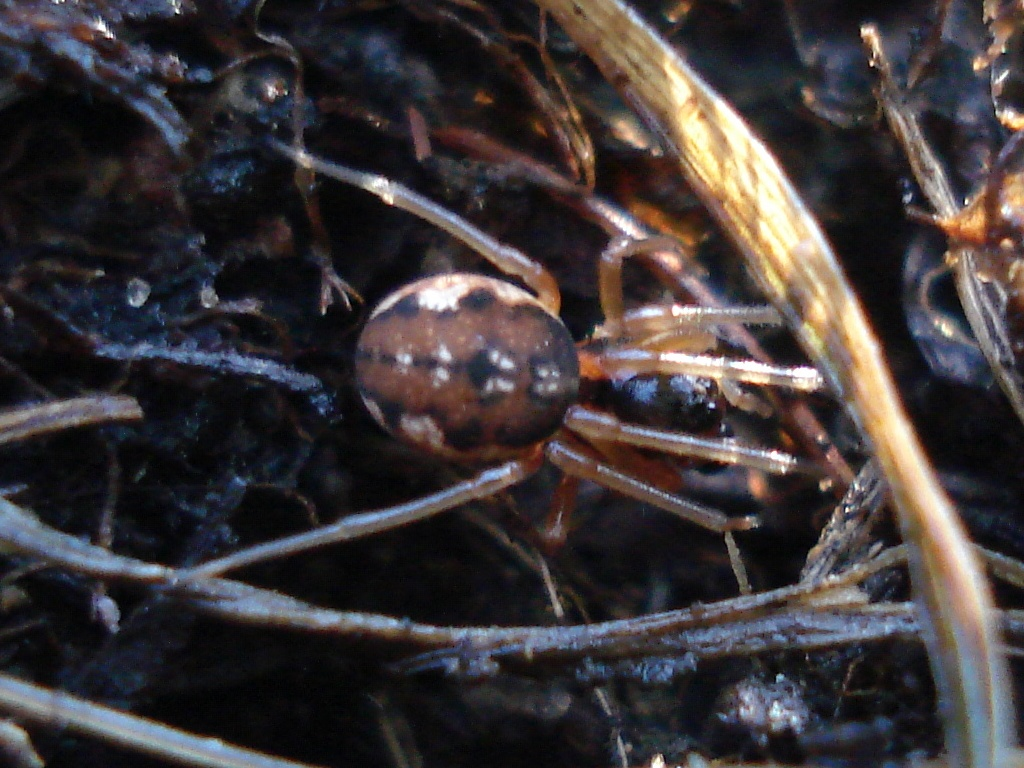
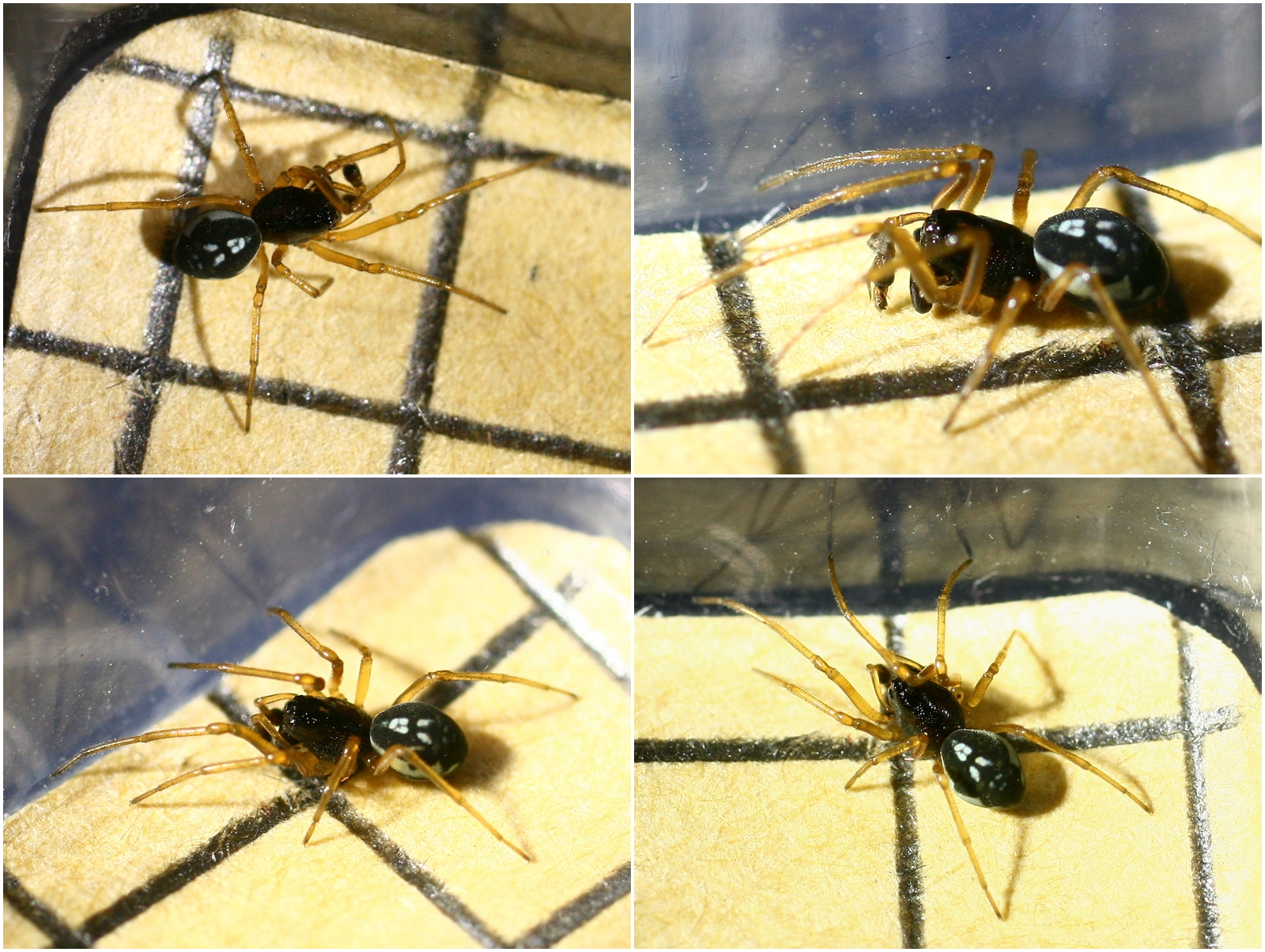